# Grafmonument van Barbera Bosch van Drakenstein-Volkhemer
Het grafmonument van Barbera Bosch van Drakestein-Volkhemer op de Algemene Begraafplaats Tongerseweg in de Nederlandse stad Maastricht is een rijksmonument.

## Achtergrond
Het grafteken werd in 1842 opgericht voor Barbera Annetta Cornelia Christine Octavie Volkhemer (1820-1842). Zij trouwde een jaar eerder met ritmeester jhr. Carolus Theodorus Joannes Bosch van Drakestein (1807-1860), lid van de familie Bosch.

## Beschrijving
Het monument bestaat uit een hardstenen basement waarop een smeedijzeren hekwerk is geplaatst, ondersteund door tien schedels en doodsbeenderen, en voorzien van diverse rouwattributen die deels in goud zijn beschilderd: een tiara met twee kruiselings geplaatste kruisstaven en twee doodsbeenderen; bloemenmandje met schaar, die een bloemstengel afknipt; een pastoorshoed met kruiselings geplaatste herdersstaf en herdersschopje; de geloof-, hoop- en liefdesymbolen; twee zeisen en een schop; een gekruiste hellebaard en zwaard, daarboven een helm en twee gekruiste doodsbeenderen; een kelk met twee gekruiste olijftakken; een prinsenkroon met twee gekruiste scepters, twee gekruiste doodsbeenderen en ten slotte een schaal met bellen, blaaspijp en een doodskop. In de bovenrand van het hekwerk is te lezen: 

B.A.C.C.O. Bosch van Drakestein Geboren Volkhemer Overleden den 10den Juny 1842 Zij Ruste in Vrede

## Waardering
Het grafmonument werd in 1997 in het Monumentenregister opgenomen vanwege de "cultuurhistorische waarde als bijzondere uitdrukking van een culturele, sociale, geestelijke en typologische ontwikkeling. De architectuurhistorische waarden worden bepaald door de vormgeving, de esthetische kwaliteiten, materiaalgebruik en ornamentiek. Het grafmonument Bosch van Drakestein is een zeer belangrijk onderdeel van de begraafplaats aan de Tongerseweg en heeft als zodanig een historisch ruimtelijke relatie met de aanleg van de begraafplaats. Het gedenkteken beschikt over een hoge mate van typologische zeldzaamheid."